# 嘉翠園
嘉翠園（英語：Greenknoll Court）位於香港新界葵涌青山公路－葵涌段382號，是一個私人屋苑，由新鴻基地產發展，在1992年8月落成，屋苑原址前身為工廠。

## 住宅
屋苑由2幢興建於平台停車場連花園之上的住宅大樓組成，共高29層。住宅每層設有八伙，共提供428個住宅單位。標準單位為兩房及三房間隔，實用面積分別為456/465平方呎及546平方呎。單位景觀市景及山景各佔一半。

## 交通
屋苑設有穿梭巴士NR414往返葵涌廣場(興寧路) (循環線)。

## 鄰近
- 石籬邨
- 中華傳道會安柱中學
- 保祿六世書院
- 慈幼葉漢千禧小學
- 石排街公園
- 中葵涌公園